# Homosassa
Ne doit pas être confondu avec Homosassa Springs.
Homosassa est une census-designated place située dans le comté de Citrus, dans l’État de Floride, aux États-Unis. Lors du recensement de 2000, elle comptait 2 294 habitants. Coordonnées géographiques : 28° 50′ 56″ N, 82° 28′ 52″ O.

## Source
- (en) Cet article est partiellement ou en totalité issu de l’article de Wikipédia en anglais intitulé « Homosassa, Florida » (voir la liste des auteurs).